# روبرتو دوارتي
روبرتو دوارتي (بالبرتغالية: Roberto Duarte‏) هو موزع وعازف بيانو برازيلي، ولد في 26 ديسمبر 1941 في ريو دي جانيرو في البرازيل.